# Inmigración argentina en Costa Rica
La inmigración argentina en Costa Rica refiere al movimiento migratorio desde la República Argentina hacia Costa Rica.

## Historia y características
Costa Rica ubicado en Centroamérica.Las relaciones entre Costa Rica y la Argentina se han caracterizado por su espíritu de cordialidad y cooperación.
Se han dado tres principales olas migratorias: la primera durante los años 50s y 60s de esposas de doctores costarricenses que habían estudiado en la Argentina. Estas mujeres fueron las fundadoras de las Damas Argentinas. La segunda ola durante la Dictadura Militar que vivió Argentina entre 1976 y 1983, años en que fue gobernado por juntas militares integradas por los más altos representantes del Ejército, la Armada y la Fuerza Aérea, Jorge Rafael Videla, asumió el poder tras el golpe de Estado de marzo de 1976. Muchos argentinos llegaron a Costa Rica como refugiados políticos o exiliados, debido al estatus neutral ante asuntos militares de Costa Rica, sin fuerza militares desde 1949.
Una tercera oleada se dio durante la Crisis económica argentina (1999-2002), cuando profesionales argentinos decidieron migrar a Costa Rica. La comunidad está conformada por alrededor de 500 residentes argentinos con un saldo migratorio negativo de 85 personas entre argentinos que llegan y los se van de Costa Rica. Alrededor del 75 por ciento de la comunidad se concentra en el pueblo costero de Santa Teresa formada principalmente por autodenominados "nómades digitales", jóvenes argentinos que trabajan a distancia con su computadora para empresas argentinas o de cualquier lugar del mundo.

El turismo de argentinos en Costa Rica es extremadamente popular. Muchos surfeadores, futbolistas y empresarios visitan el país Existen similitudes culturales de ambos países que facilitan la integración de los argentinos a la sociedad tica: altos niveles de educación, cultura, desarrollo de los sistemas de salud, el uso del voseo, el nacionalismo.

## Personas destacadas
- Pablo Gabas, futbolista.